# اتاقک زیرآبی

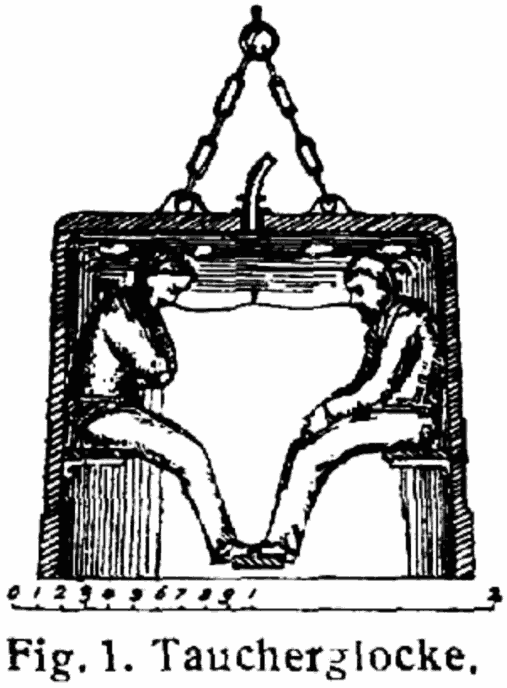
اتاقک زیرآبی.

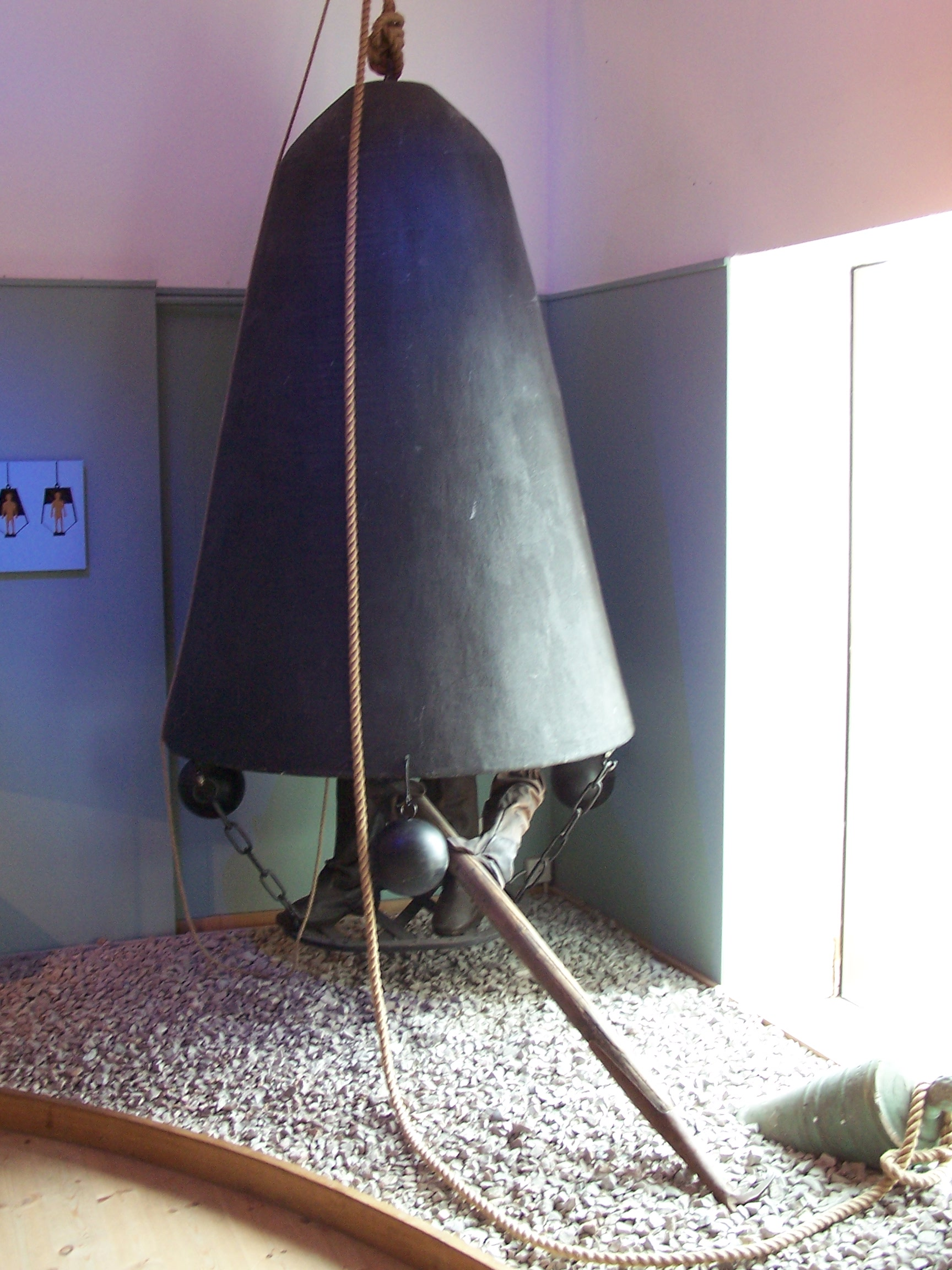
ناقوس غواصی

اتاقک زیرآبی اتاقکی است برای انتقال غواصان به نقاط عمیق‌تر اقیانوس‌ها. این اتاقک‌ها دارای لولهٔ هوارسانی هستند و غواصان در آن کار می‌کنند. اتاقک‌های زیرآبی در قدیم معمولاً به شکل ناقوس ساخته می‌شدند و به آن‌ها ناقوس غواصی گفته می‌شد.
کف این اتاقک‌ها نیمه‌باز است و ساختاری شبیه حوض ماه دارد و بالای اتاقک به کابلی متصل است. اصول کاری آن مانند فروکردن یک لیوان وارو نه به درون آب است که مقداری هوا در آن ذخیره می‌شود. فشار آب باعث می‌شود که هوایی که در درون اتاقک مانده از آن خارج نشود.
از آنجایی که زیر این اتاقک‌ها نیمه‌باز است هوای درون آن‌ها فشار آب عمیق را به خود می‌گیرد و به این خاطر پس از خروج غواص از اتاقک ممکن است بیماری تراکم‌زدایی برای او پیش بیاید.
برخلاف زیردریایی‌ها، اتاقک‌های زیرآبی تحت کنترل سرنشینان خود قرار ندارد و کنترل آن تنها با کابل یا طنابی که به آن متصل است انجام می‌گیرد.

## پیشینه
ناقوس غواصی که در خلال سال‌های ۱۵۰۰ تا ۱۸۰۰ میلادی تکمیل شد و مورد استفاده قرار گرفت به غواصان اجازه می‌داد تا ساعت‌ها زیر آب باقی بمانند. ناقوس غواصی دارای وزن زیاد بود و به حالت عمودی داخل آب فرو می‌رفت و به قدر کافی هوا را برای غواصی که بتواند چندین ساعت زیر آب بماند، در خود نگهداری می‌کرد.
مقدار هوای محدود درون ناقوس غواصی انسان را به این فکر انداخت تا با ابداع روش‌هایی گوناگون به تأمین هوای مورد نیاز خود در آن عمق بپردازد. سرانجام در سال ۱۳۶۵۰ میلادی تلمبه‌های تغذیه از سطح، ساخته شد. این تلمبه‌ها کاملاً ابتدایی بود و صرفاً به صورت دمنده‌ای ساده هوای سطح را به درون زنگ غواصی می‌دمید. هر چه زمان باقی ماندن در عمق بیشتر می‌شد، انسان نیز به بیماری‌های ناشناخته مبتلا می‌گردید. سرانجام در سال ۱۶۶۷ میلادی رابرت بویل به این معما پی برد که حباب‌های نیتروژن مسبب اصلی بیماری‌های غواصی می‌باشند. این اولین بار بود که بشر با بیماری تراکم‌زدایی روبرو شد و به چاره‌جویی در این زمینه پرداخت.

## نگارخانه

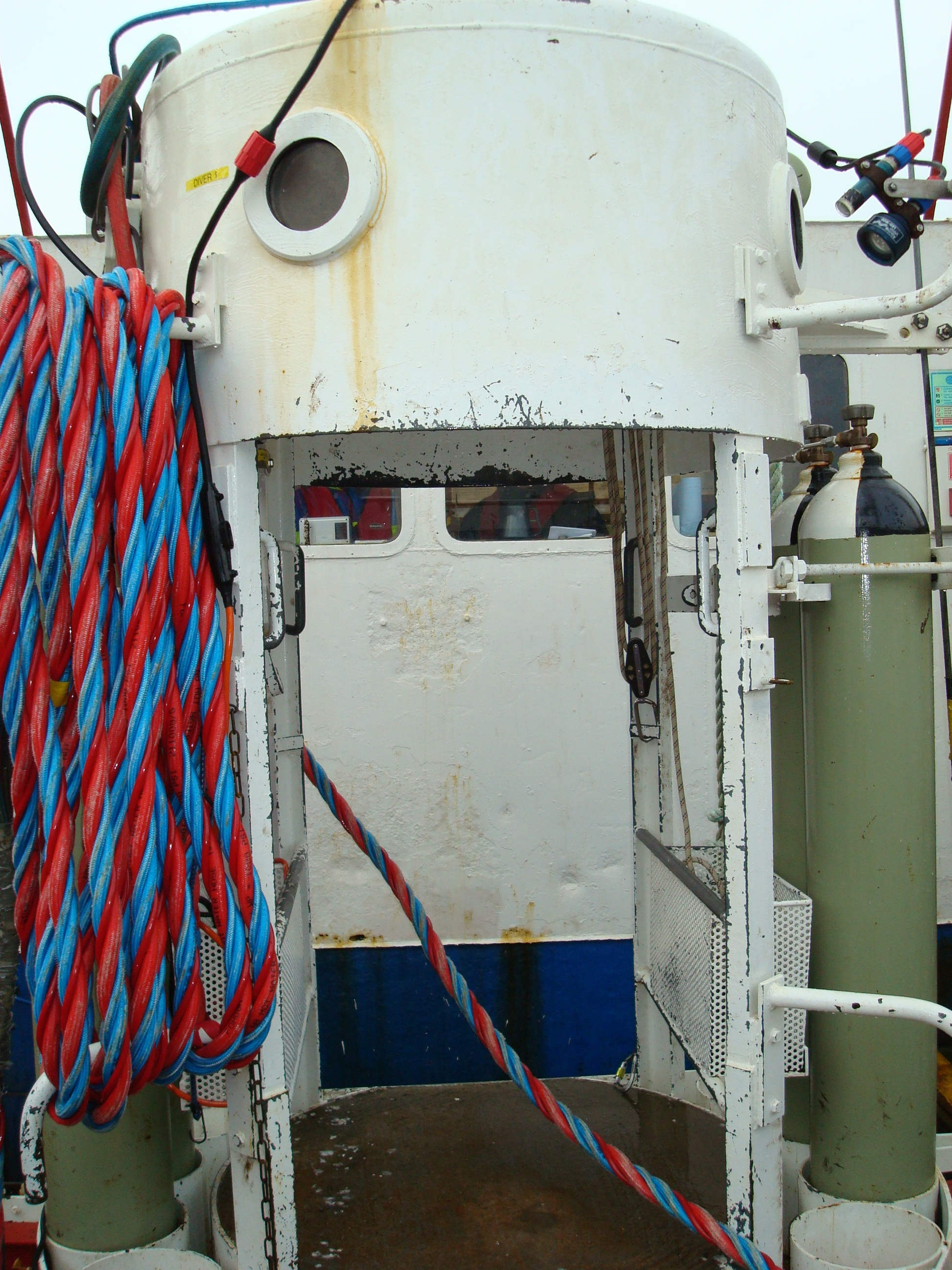
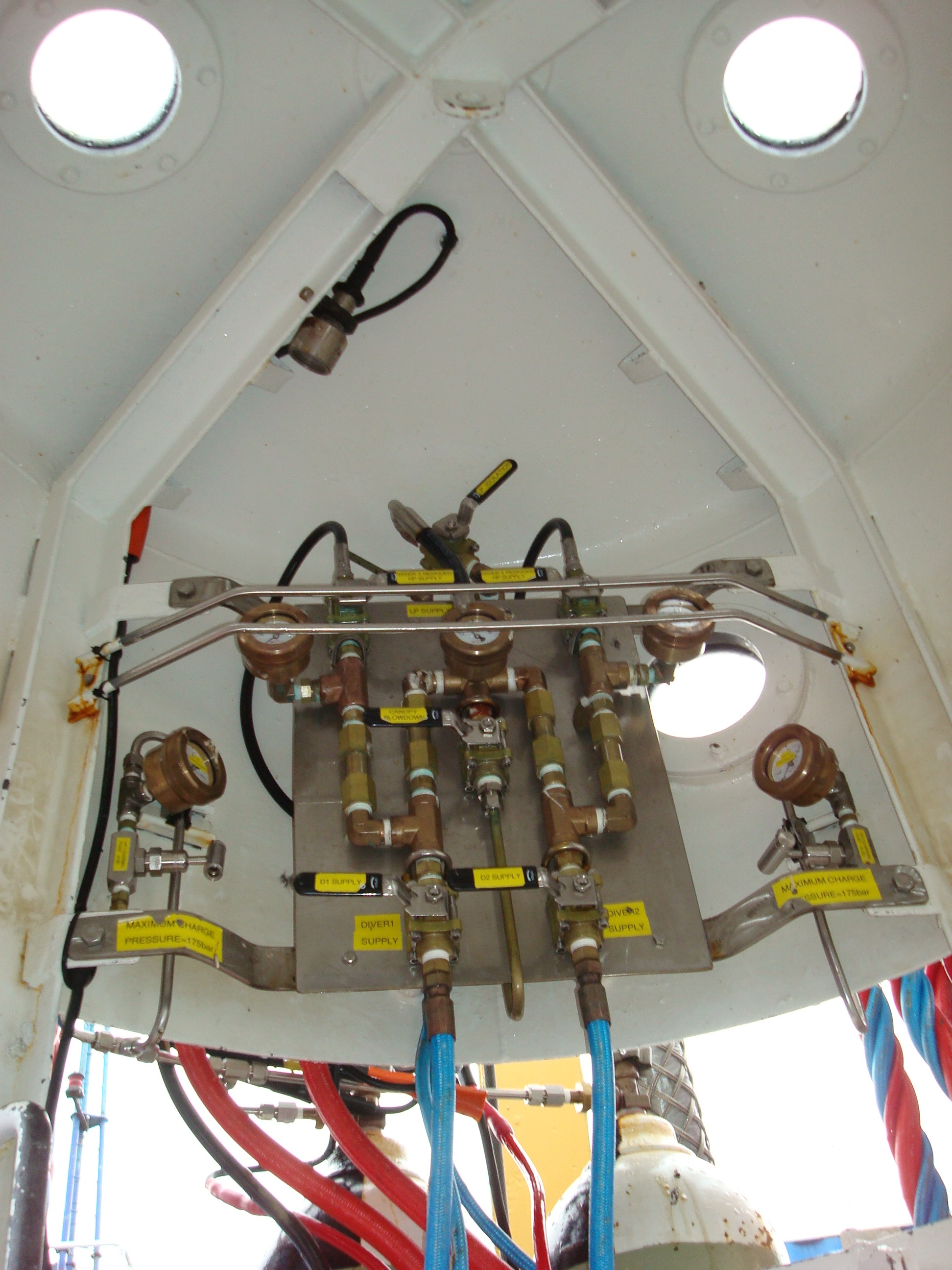
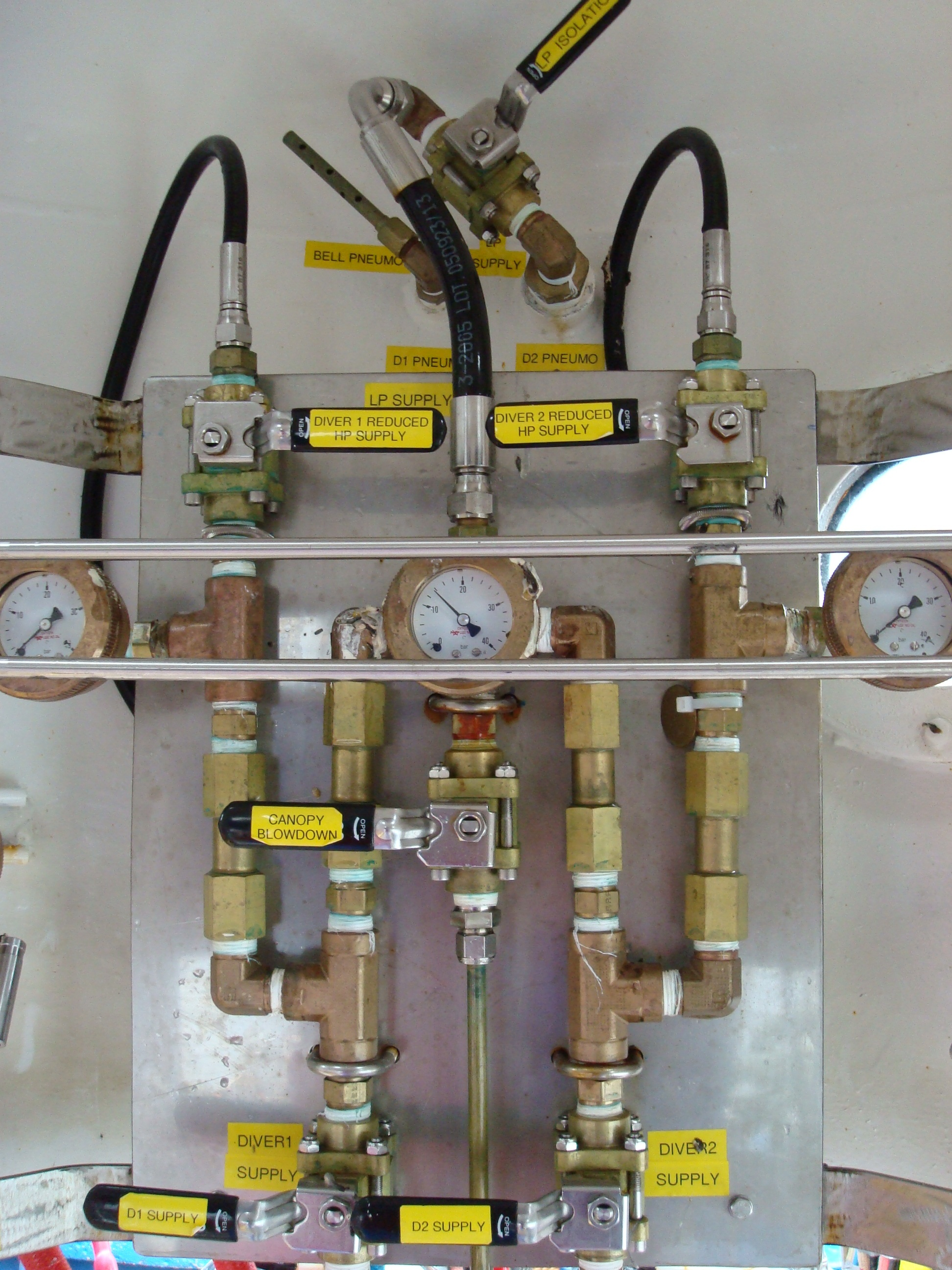
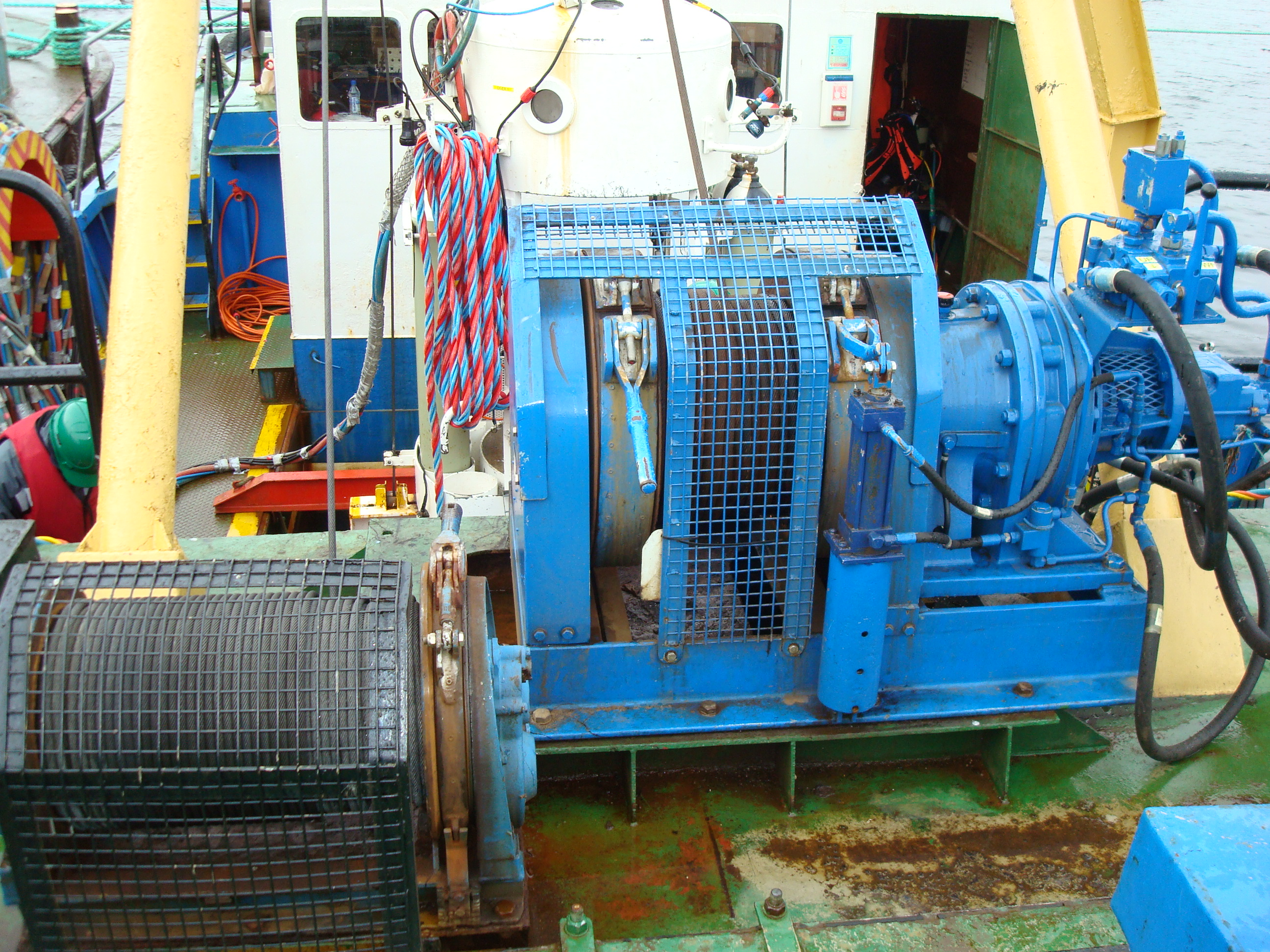
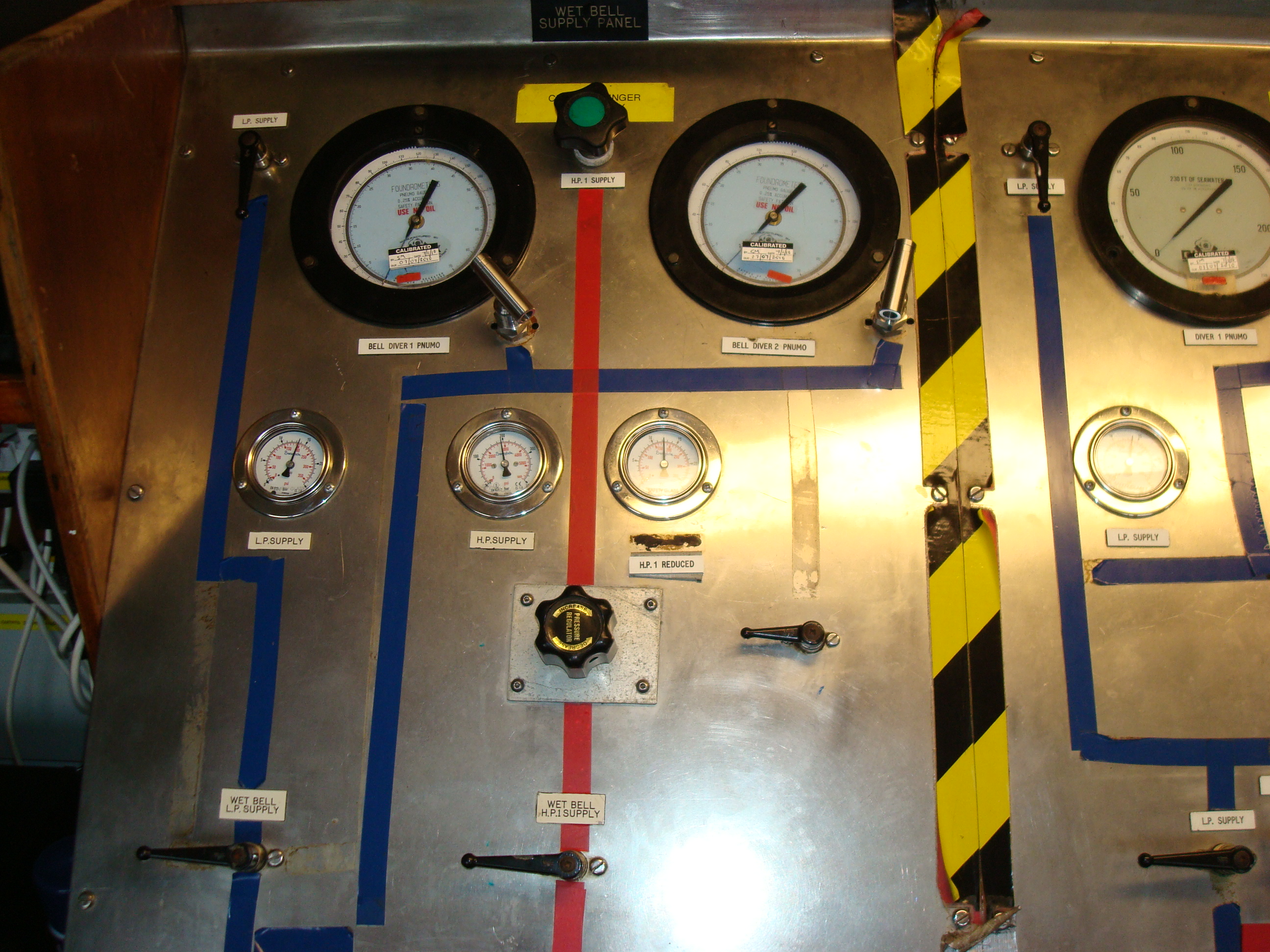
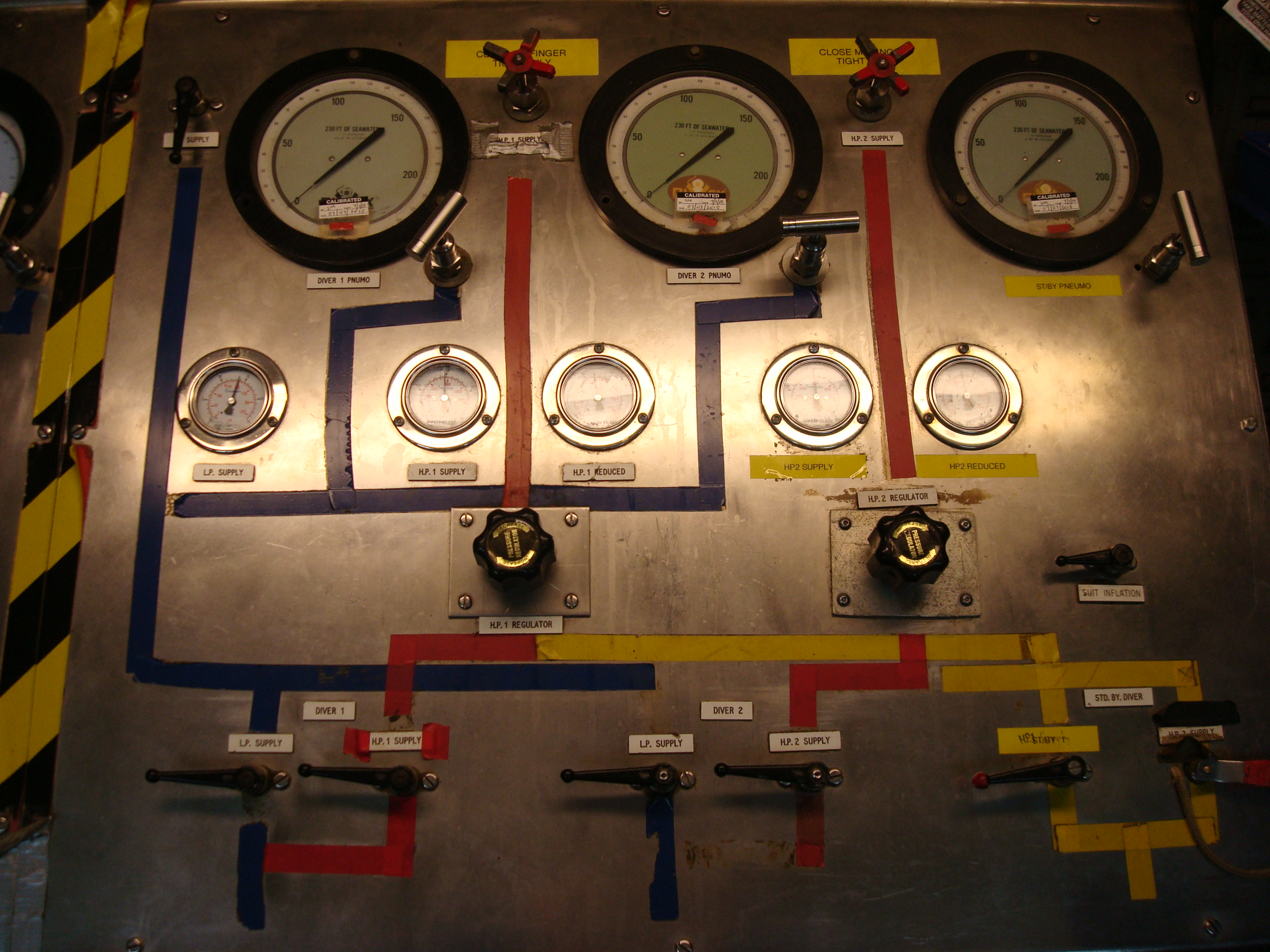
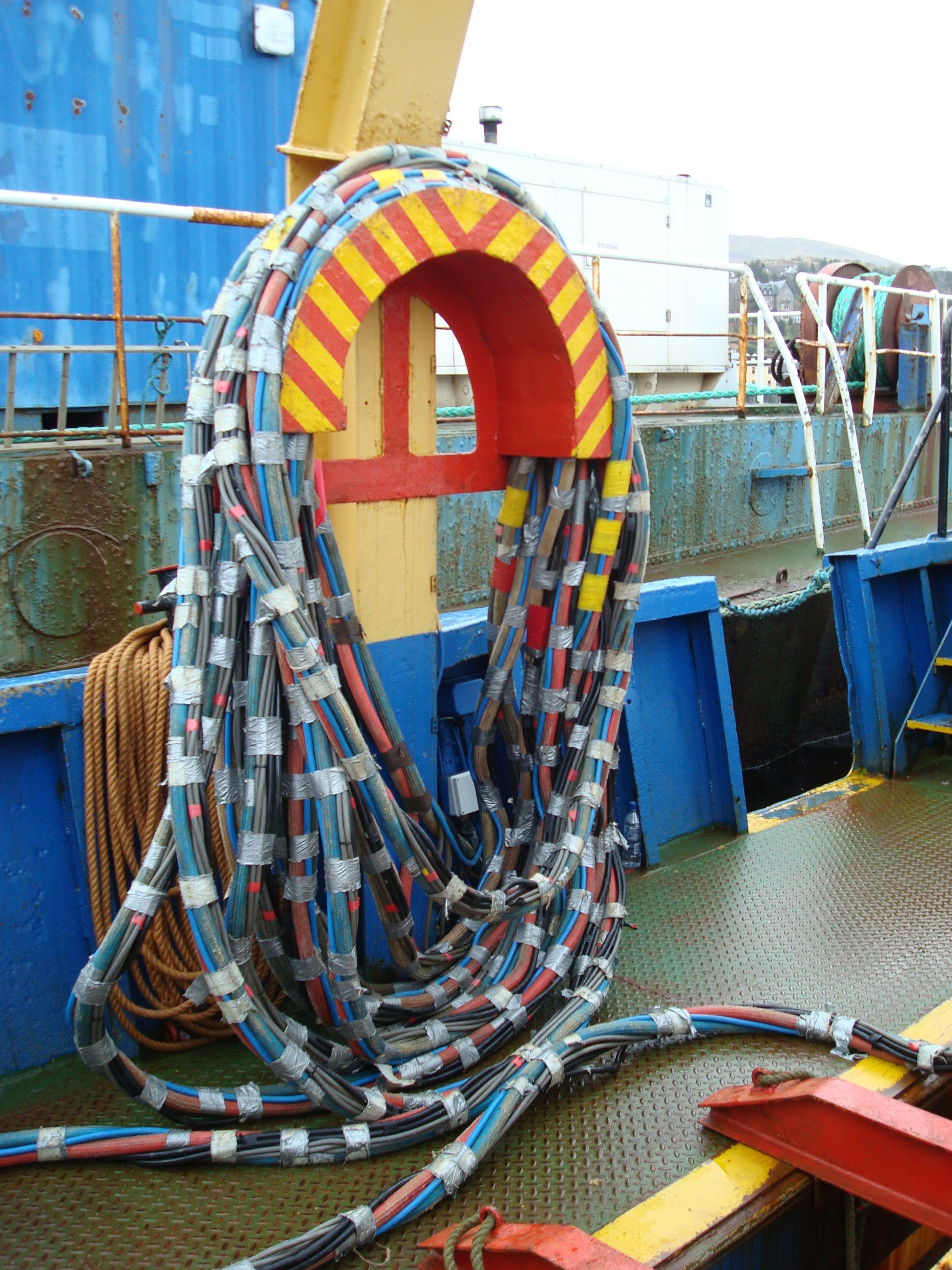
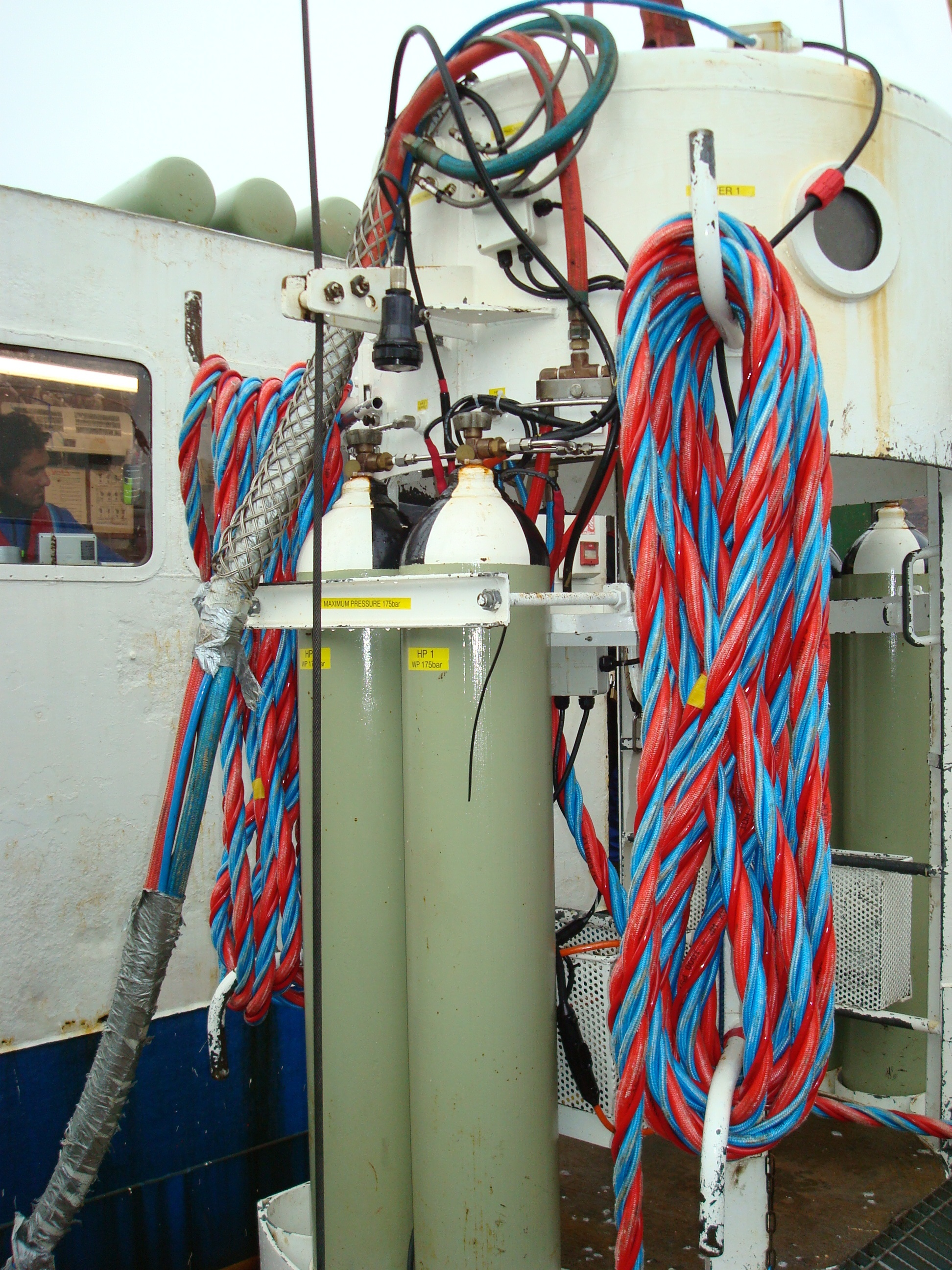